# 19912 Aurapenenta
19912 Aurapenenta (1955 RE1) là một tiểu hành tinh vành đai chính được phát hiện ngày 14 tháng 9 năm 1955 by Chương trình tiểu hành tinh Indiana ở Đài thiên văn Goethe Link, Brooklyn, Indiana. The name honors the fiftieth anniversary ở 2007 thuộc Association of Universities for Research in Astronomy (AURA).